# Nyctemera paroeana
Nyctemera paroeana är en fjärilsart som beskrevs av Embrik Strand 1922. Nyctemera paroeana ingår i släktet Nyctemera och familjen björnspinnare. Inga underarter finns listade i Catalogue of Life.